# Botryobasidium bondarcevii
Botryobasidium bondarcevii ist eine Ständerpilzart aus der Familie der Traubenbasidienverwandten (Botryobasidiaceae). Sie bildet resupinate, spinnwebartige Fruchtkörper aus, die auf Totholz von Nadelbäumen wachsen. Das Verbreitungsgebiet von Botryobasidium bondarcevii umfasst die russische Region Primorje.

## Merkmale

### Makroskopische Merkmale
Botryobasidium bondarcevii besitzt gräulich-gelbliche, gespinst- bis mehlteppichartige und dünne Fruchtkörper, die resupinat (also vollständig anliegend) auf ihrem Substrat wachsen und unter der Lupe leicht netzartig erscheinen.

### Mikroskopische Merkmale
Wie bei allen Traubenbasidien ist die Hyphenstruktur von Botryobasidium bondarcevii monomitisch, besteht also ausschließlich aus generativen Hyphen, die sich rechtwinklig verzweigen. Die Basalhyphen sind hyalin, meist 6–12 µm breit und dickwandig. Die Subhymenialhyphen sind hyalin und dünnwandig. Alle Hyphen sind einfach septiert. Die Art verfügt weder über Zystiden noch über Schnallen. Die viersporigen Basidien der Art wachsen in Nestern, werden 25–40 × 9–12 µm groß, sind zunächst kurzclavat, später  schmal keulig bis zylindrisch geformt und an der Basis einfach septiert. Die Sporen sind ei- bis birnenförmig und meist 7–8,5 × 6–7 µm groß. Sie sind hyalin, glatt und mit einem 2–4 µm langen Fortsatz versehen.

## Verbreitung
Die bekannte Verbreitung von Botryobasidium bondarcevii umfasst die russische Region Primorje, in der auch seine Typlokalität liegt.

## Ökologie
Botryobasidium bondarcevii ist ein Saprobiont, der Totholz von Koniferen besiedelt. Ein bekanntes Substrat ist beispielsweise die Korea-Kiefer (Pinus koraiensis).